# OCA大阪デザイン&ITテクノロジー専門学校
OCA大阪デザイン&ITテクノロジー専門学校（OCAおおさかデザインアンドITテクノロジーせんもんがっこう）は、滋慶学園グループである学校法人コミュニケーションアートが運営する大阪市西区にある専修学校。
動物分野の専修学校としては日本で初めて認可を受けた。

## 概要
漫画やアニメ・ゲーム、そしてグラフィックデザインやプロダクト、雑貨・アクセサリーデザイナーなどの芸術関連を教える。
日本の認可校で最初にペットトリマーの学科を設置した学校。ゲームのコースを正式に設置したのも同様。
かつてペットトリマーや動物看護士などの技術を教える「エココミュニケーション」もあったが、大阪ECO動物海洋専門学校に分離している。
同じ滋慶学園グループが運営する姉妹校が、東京都と名古屋市、福岡市、仙台市にある。

## 沿革
- 1988年 - 大阪コミュニケーションアート専門学校として設立
- 2014年 - 動物系の学科が大阪ECO動物海洋専門学校として分離独立
- 2018年 - OCA大阪デザイン&IT専門学校に改称
- 2021年 - OCA大阪デザイン&ITテクノロジー専門学校に改称
- 2023年 - OCA大阪デザイン&テクノロジー専門学校に改称

## 学科
- ゲームCGゲームクリエーター分野
  - スーパーゲームクリエーター専攻 [4年制]
  - ゲームプログラマー専攻 [3年制]
  - ゲーム企画・シナリオ専攻 [3年制]
  - ゲームグラフィック＆キャラクター専攻 [3年制]
- CG・映像CG・映像分野
  - スーパーCG・映像クリエーター専攻 [4年制]
  - メタバースクリエーター専攻 [4年制]
  - CGクリエーター専攻 [3年制]
  - ネット動画クリエーター専攻 [3年制]
- e-sportse-sports分野
  - e-sportsイベント・マネジメント専攻 [4年制]
  - e-sports プロゲーマー専攻 [3年制]
- ITテクノロジーAI・IT分野
  - スーパーITエンジニア専攻 [4年制]
  - ホワイトハッカー専攻 [4年制]
  - AIエンジニア専攻 [4年制]
  - データサイエンティスト専攻 [4年制]
  - ITプログラマー専攻 [3年制]
- マンガ・アニメイラスト・アニメ分野
  - シナリオ＆コンテンツ企画専攻 [4年制]
  - コミックイラスト&マンガ専攻 [3年制]
  - アニメーション専攻 [3年制]
- デジタルデザインデザイン分野
  - グラフィックデザイン＆イラスト専攻 [4年制]

## 出身者
- 西公平（漫画家）
- 望月ぱすた（漫画家）
- 桐島りら（漫画家）
- 渡辺静（漫画家）
- ストロマ（漫画家）
- よしだもろへ（漫画家）
- 川崎直孝（漫画家）
- 荻野純（漫画家）
- ねこクラゲ（漫画家）
- 藤間麗（漫画家）
- 空埜一樹（ライトノベル作家）
- チアキコハラ（芸術家）